# قهرمان (فیلم ۲۰۰۰)
قهرمان (به هندی: Champion) فیلمی است محصول سال ۲۰۰۰ و به کارگردانی پادام کومار است. در این فیلم بازیگرانی همچون سانی دئول، مانیشا کویرالا، راهول دو، ویکرام گوکاله و کاشمیرا شاه ایفای نقش کرده‌اند.